# Unione Sportiva Avellino 1970-1971
Questa voce raccoglie le informazioni riguardanti l'Unione Sportiva Avellino nelle competizioni ufficiali della stagione  1970-1971.

## Rosa
| N. |                   | Ruolo | Calciatore                        |
| -- | ----------------- | ----- | --------------------------------- |
|    | Italia (bandiera) | P     | Carlo De Amicis                   |
|    | Italia (bandiera) | P     | Roberto Negrisolo                 |
|    | Italia (bandiera) | D     | Raffaele Genovese (vice capitano) |
|    | Italia (bandiera) | D     | Mario Grechi                      |
|    | Italia (bandiera) | D     | Dante Lodrini                     |
|    | Italia (bandiera) | D     | Gianni Morbidoni                  |
|    | Italia (bandiera) | D     | Giuseppe Rampini                  |
|    | Italia (bandiera) | D     | Amerigo Rotoni                    |
|    | Italia (bandiera) | C     | Claudio Cosimi                    |
|    | Italia (bandiera) | C     | Maurizio Eusebi                   |

| N. |                   | Ruolo | Calciatore              |
| -- | ----------------- | ----- | ----------------------- |
|    | Italia (bandiera) | C     | Giuseppe Ferrara        |
|    | Italia (bandiera) | C     | Amedeo Fiorillo Manunta |
|    | Italia (bandiera) | C     | Bruno Pinna (capitano)  |
|    | Italia (bandiera) | C     | Sergio Politti          |
|    | Italia (bandiera) | C     | Raffaele Taglialatela   |
|    | Italia (bandiera) | A     | Pier Angelo Basili      |
|    | Italia (bandiera) | A     | Gabriele Ceccolini      |
|    | Italia (bandiera) | A     | Angelo Giugno           |
|    | Italia (bandiera) | A     | Enzo Grossi             |
|    | Italia (bandiera) | A     | Guerrino Pellizzari     |